# Wooburn
Wooburn är en ort i Wooburn civil parish i Storbritannien.   Den ligger i kommunen Buckinghamshire och riksdelen England, i den södra delen av landet, 40 km väster om huvudstaden London. Wooburn ligger 35 meter över havet och antalet invånare är 770.
Terrängen runt Wooburn är huvudsakligen platt. Wooburn ligger nere i en dal. Runt Wooburn är det tätbefolkat, med 442 invånare per kvadratkilometer. Närmaste större samhälle är Slough, 10,2 km sydost om Wooburn. I omgivningarna runt Wooburn växer i huvudsak blandskog.